# Schöllkrippen
Schöllkrippen är en kommun och ort i Landkreis Aschaffenburg i Regierungsbezirk Unterfranken i förbundslandet Bayern i Tyskland.
Köpingen ingår i kommunalförbundet Schöllkrippen tillsammans med kommunerna Blankenbach, Kleinkahl, Krombach, Sommerkahl, Westerngrund och Wiesen.